# Kvagga
A kvagga (Equus quagga quagga) az alföldi zebra egy kihalt alfaja, mely egykor nagy számban előfordult Dél-Afrika Fokföld tartományában és Oranje Szabadállam (Oranje Vrij Staat) déli részén. Abban különbözött a többi zebrafajtól, hogy a megszokott sávos minta kizárólag a teste első részén volt látható. A középső részen a csíkok elsötétültek, a sötét sávok közötti terület kiszélesedett, a hátsó lábak pedig sötétbarnák voltak. A név a zebrára használt khoikhoi szóból ered és hangutánzó szó, mellyel a kvagga hívását utánozták.

## Osztályozás
A kvaggát eredetileg egyedülálló fajként, Equus quagga néven osztályozták, 1788-ban. A következő ötven év során sok más zebrafajt is leírtak a természettudósok és felfedezők. A bőrmintázatok óriási eltérése miatt (nincs két egyforma zebra), a taxonómusok rengeteg "fajt" írtak le és nem könnyű megmondani, hogy melyek ezek közül a valódi fajok, melyek alfajok és melyek egyszerűen csak természetes változatok.
Sok idővel azelőtt, hogy ezt a kuszaságot kibogozták volna, a kvaggát a kihalásig vadászták. Bőrét lenyúzták és húsát háziállat-eledelként hasznosították. Az utolsó vadon élő kvaggát valószínűleg az 1870-es évek elején lőtték le és az utolsó fogságban élő egyed 1883. augusztus 12-én múlt ki az Artis állatkertben, Amszterdamban. A különböző zebrafajok kuszaságából eredően, főleg a nagy nyilvánosság miatt, a kvagga még azelőtt kihalt, hogy rájöttek volna, hogy ez egy különálló faj.

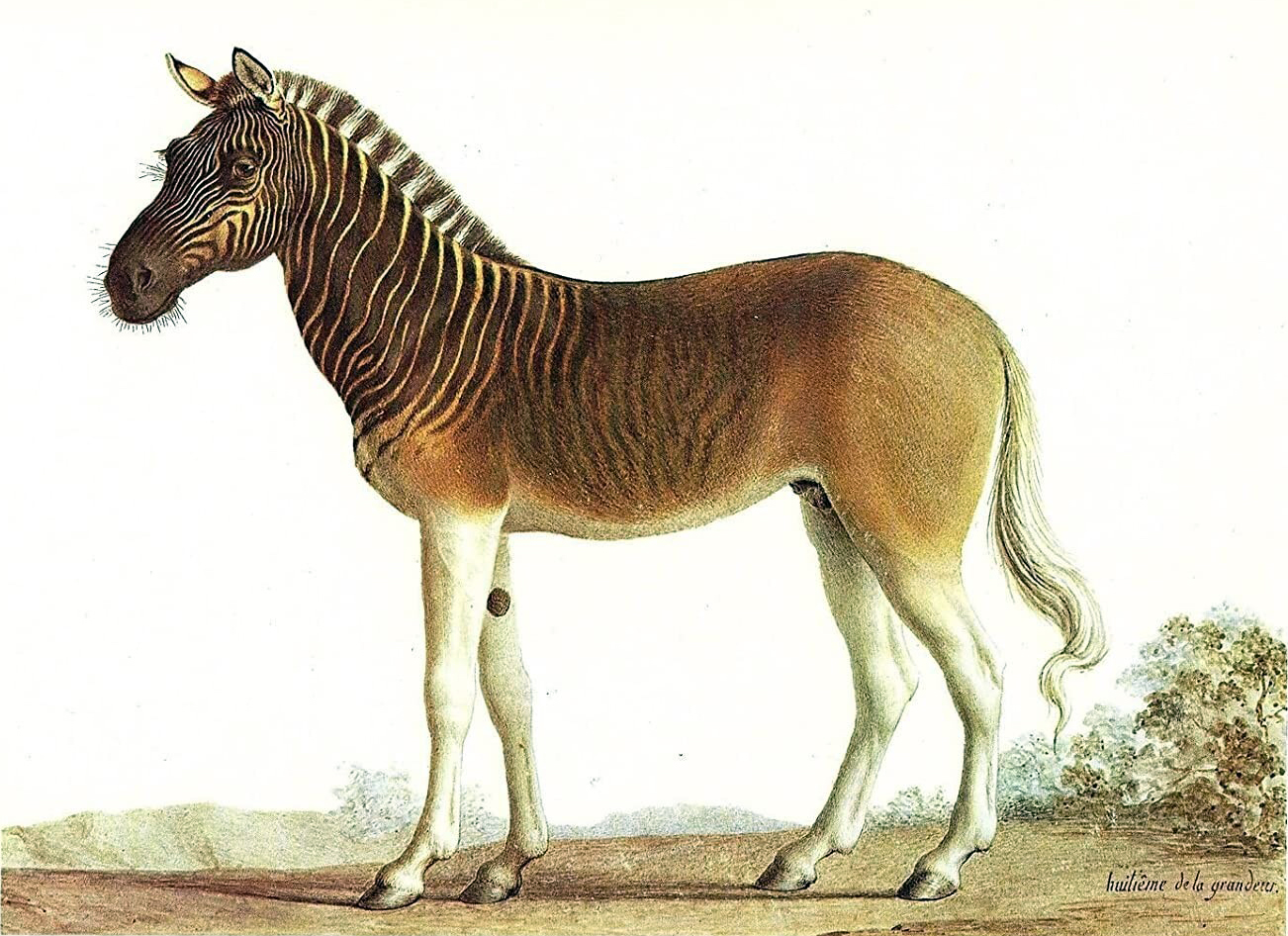
A kvagga korabeli ábrázolása

A kvagga volt az első olyan kihalt élőlény, melynek DNS-ét tanulmányozták. A Smithsonian Intézetben végzett jelenkori genetikai kutatások azonban azt bizonyítják, hogy a kvagga valójában nem volt teljes mértékben különálló faj, de körülbelül 120 000 és 290 000 évvel ezelőtt elvált a hihetetlenül változatos alföldi zebráktól, az Equus burchelli-től és ezért a tudósok javasolták, hogy Equus burchelli quagga-nak nevezzék el. Azonban a binomiális nómenklatúra szabályai szerint, ahol egyetlen fajnak két vagy több névváltozata létezik, ott az első név prioritást élvez. Mivel a kvaggát harminc évvel korábban írták le, mint az alföldi zebrát, a kvagga megfelelő meghatározása E. quagga quagga, az alföldi zebráé pedig E. quagga burchelli.

## Kísérletek a kvagga felélesztésére

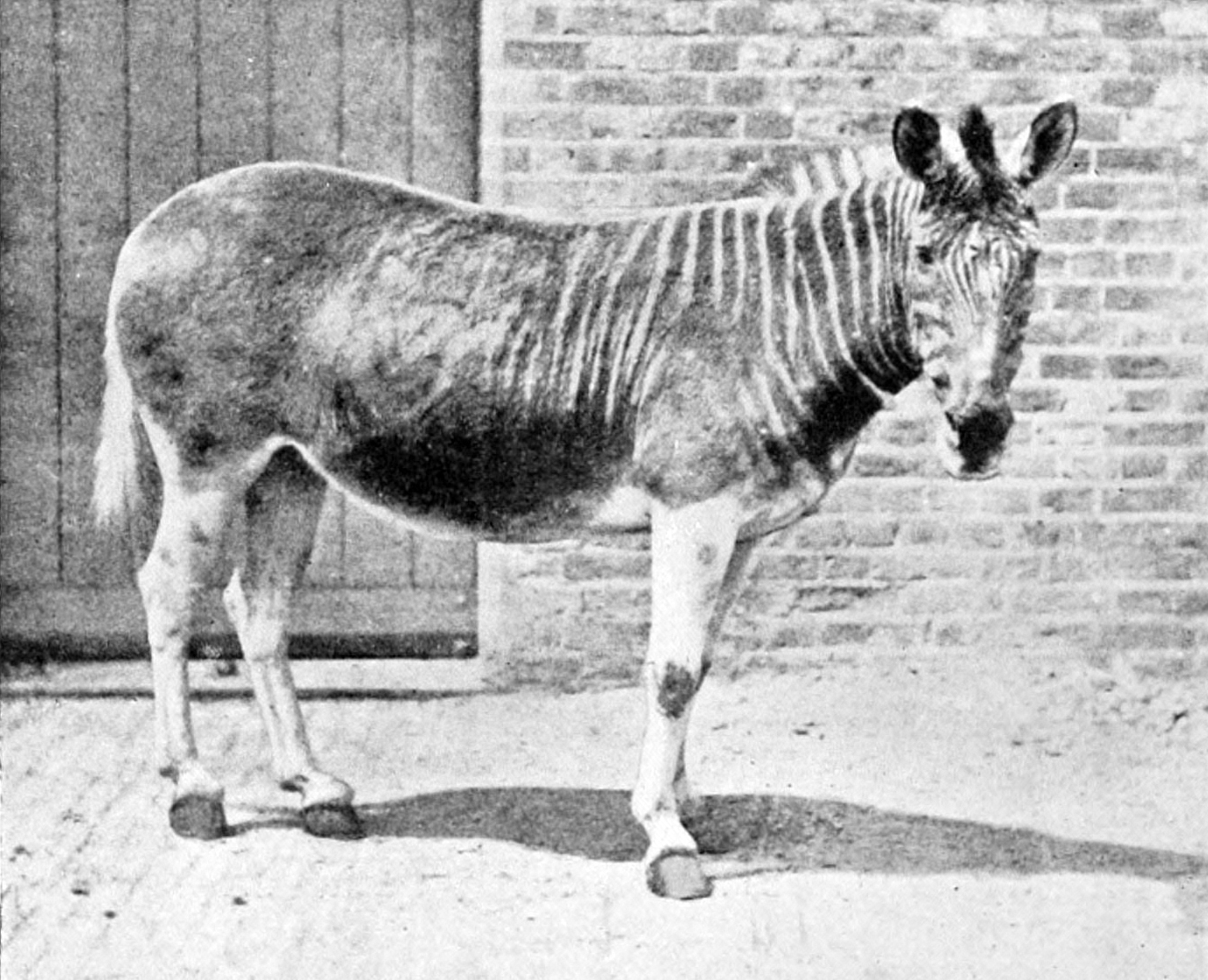
Kvagga a londoni állatkertben 1870-ben

A kvagga és a létező zebrák közötti közeli rokonság felfedezését követően Reinhold Rau elindította a Kvagga Projektet Dél-Afrikában, melynek célja a kvagga újjáélesztése az alföldi zebra keresztezésével, az állatok vadonba történő visszatelepítésére. 2006 elején azt jelentették, hogy a projekt harmadik és negyedik generációja során olyan állatokat hoztak létre, melyek szinte ugyanolyan ábrázattal rendelkeznek és kvagga példányoknak tartották őket, habár kinézetük alapján az, hogy a projektnek sikerült az eredeti kvagga valódi "újrateremtése", vitatott.
A konzervált állatokból 1984-ben vontak ki sikeresen DNS-t, ám a tenyésztéshez szükséges DNS helyreállítására alkalmazott technológia még nem létezik. Az olyan bőrök mellett, mint amelyet a Londoni Természettudományi Múzeumban is őriznek, világszerte 23 ismert kitömött és konzervált kvagga létezik. A 24. egyed Königsbergben, Németországban pusztult el a második világháború alatt.

## Kvagga hibridek és hasonló állatok

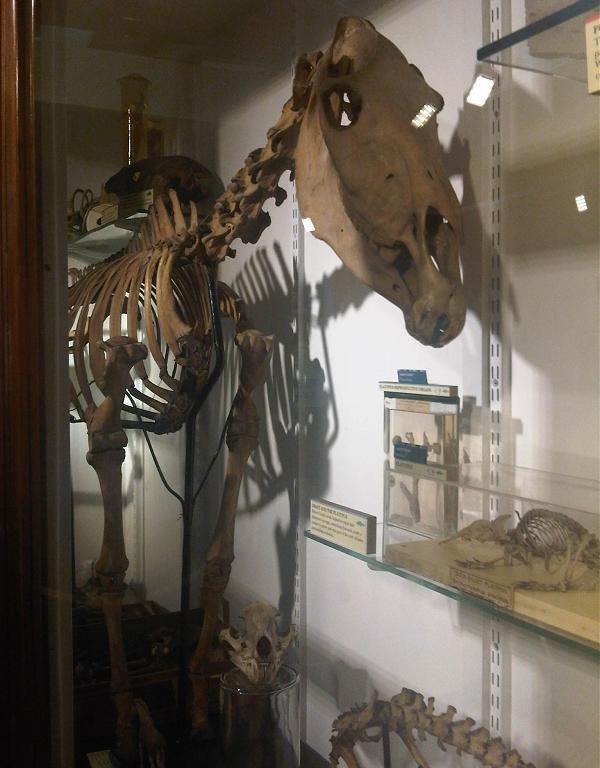
Kvagga csontváz a londoni Grant Museum of Zoology-ban

A zebrák keresztezhetők más lófélékkel, például a szamárral és a lóval. A modern állatfarmokon is ezt teszik. Az utódokat szamárzebroidnak és lózebroidnak nevezik (a zebrahibridek összefoglaló neve zebroid). A zebroidok gyakran kuriózumnak számítanak, habár néhányat betörnek kocsi elé vagy hátasállatnak. 2005. január 20-án született meg Henry, a Kvagga Projekt csikója. Ő hasonlít leginkább a kvaggára.
A kvagga lóval történő keresztezését 1896-ban jelentették George M. Gould és Walter L. Pyle Anomalies and Curiosities of Medicine című művükben:
Az 1815. évben Lord Morton pároztatott egy hím kvaggát egy fiatal, 7/8-ad részben arab vérvonalból származó pej kancával, melyet azelőtt még soha nem kereszteztek. Az eredmény egy nőstény hibrid lett, mely mindkét szülőre hasonlított.
1859-es A fajok eredete című művében Charles Darwin emlékezik vissza arra, hogy látott zebra-szamár hibrideket ábrázoló színes rajzokat, melyről a következőként vélekedett "Lord Morton híres hibridje egy pejtől [sic] kanca és hím kvagga…" Darwin ismét említést tesz erről a jelentős hibridről 1868-ban Állatok és növények változásai háziasításuk során című könyvében és arra a cikkre hivatkozik, melyben Lord Morton először írta le a keresztezést.
Az okapi külső jellegzetességei nagyon hasonlítanak a kvaggához, melynek elülső negyede teljesen egyszínű és utolsó negyede erősen csíkozott. Ám az okapi nem áll rokonságban a kvaggával, a lóval, a szamárral vagy a zebrával. Legközelebbi rokonságban a zsiráffal áll.

## A kvagga szó más jelentései
"Quagga" a kódneve a Free Software Foundation Free Software Directory által működtetett szoftvernek, a GNU-val fennálló fonetikai tévedés miatt. Szintén így hívják a Quagga Software Routing Suite Archiválva 2008. április 21-i dátummal a Wayback Machine-ben projektet (mely az (inaktív) GNU Zebra routing szoftver projekt mellékága).